# Taylor Wang
Pour les articles homonymes, voir Wang (patronyme).
Taylor Gun-Jin Wang (en chinois simplifié : 王赣骏 ; chinois traditionnel : 王贛駿 ; pinyin : Wáng Gànjùn) est un astronaute américain  né Chinois en Chine le 16 juin 1940.
Bien qu'il ne soit pas citoyen chinois (la république populaire de Chine n'admet pas la double nationalité), la Chine considère qu'il est le premier Chinois à avoir voyagé dans l'espace.

## Biographie
Wang Ganjun est né à Yancheng, province du Jiangsu en Chine le 16 juin 1940. En 1952, il suit ses parents à Taïwan, où ils s'installent à Kaohsiung. Il termine ses études secondaires à Taipei au lycée associé à l'université normale nationale de Taïwan (un des lycées les plus cotés du pays)[réf. nécessaire]. En 1963 il est admis à l'université de Californie à Los Angeles et étudie la physique. Il obtient un doctorat en 1971.
De 1972 à 1988, il travaille au Jet Propulsion Laboratory du California Institute of Technology. En 1975 il devient citoyen des États-Unis.
En 1985, du 29 avril au 6 mai, il est à bord de la navette Challenger et effectue un vol de 7 jours. Il réalise une expérimentation de physique conçue par lui, sur la dynamique des gouttes de liquide en gravité zéro.
Il enseigne à l'université Vanderbilt à Nashville, au Tennessee.

## Vols réalisés
Il réalise un unique vol en tant que spécialiste de charge utile le 29 avril 1985, lors de la mission Challenger (STS-51-B).